# 지방도 제708호선
지방도 제708호선은 전북특별자치도 고창군 신림면 세곡삼거리에서 정읍시 시내를 거쳐 정읍시 칠보면 칠보무성교 교차로를 잇는 전북특별자치도의 지방도이다.
정읍시 입암면 신월삼거리 ~ 등천리 구간 (입암로)은 편도 1차선 도로로 되어 있다. 내장산 나들목과 접속하고 있어 호남고속도로를 이용하기 위한 진입로로 이용된다.

## 연혁
- 2020년 1월 10일 : 내장산IC ~ 노령역간 도로(정읍시 입암면 하부리 ~ 신면리) 1.71km 구간 확장 개통[1]
- 2022년 12월 30일 : 고창 ~ 내장산IC간 도로 1공구(고창군 신림면 세곡리 ~ 도림리) 5.42km 구간 확장 개통[2]

## 주요 경유지
- 고창군
  - 신림면 세곡삼거리 - 신림저수지 - 송용리 - 도림리
  - 성내면 용교리 - 용전삼거리 - 밤고개
- 정읍시
  - 입암면 밤고개 - 봉양리 - 단곡리 - 천원사거리 - 입암면사무소 - 천원리 - 입암저수지 - 연월교 - 신월삼거리 - 연등교 - 노령역 - 등룡육교 - 등천리 - 내장산 나들목 (내장산IC사거리) - 신면리
  - 상교동 평암저수지 - 정혜 교차로 - 신정사거리 - 용산동 - 용산2교 - 교암초등학교 - 교암 교차로 - 신월 교차로 - 신월동 - 성황당고개
  - 초산동 성황당고개 - 전북과학대학교 - 정읍사공원 - 정읍중학교 - 정읍고등학교 - 정동교
  - 내장상동 정동교 - 샘골보건지소 - 동신초등학교 - 상동 - 정읍교육청
  - 장명동 동초등교 교차로 - 용호 교차로
  - 북면 박동 교차로 - 새한교 - 조동교 - 화해 교차로 - 3산단사거리 - 공단삼거리 - 구평삼거리 - 주축삼거리 - 중앙로삼거리 - 태곡리 - 월천교 - 마정리 - 태남교
  - 태인면 태남교 - 태남리
  - 칠보면 백암리 - 무성리 - 칠보물테마유원지 - 칠보무성교 교차로

## 중복 구간
- 정읍시 입암면 밤고개 ~ 천원사거리 : 지방도 제734호선과 중복
- 정읍시 입암면 천원사거리 ~ 신월삼거리 : 국도 제1호선과 중복
- 정읍시 내장상동 상동 ~ 장명동 동초등교 교차로 : 국도 제29호선과 중복
- 정읍시 장명동 용호 교차로 ~ 북면 화해 교차로 : 국도 제1호선, 국도 제21호선과 중복

## 도로명
- 고창군 신림면 세곡삼거리 ~ 정읍시 입암면 천원사거리 : 왕림로
- 정읍시 입암면 천원사거리 ~ 신월삼거리 : 정읍남로
- 정읍시 입암면 신월삼거리 ~ 내장산 나들목 : 입암로
- 정읍시 입암면 내장산 나들목 ~ 상교동 신정사거리 : 첨단과학로
- 정읍시 상교동 신정사거리 ~ 내장상동 정동교 북단 : 정읍사로
- 정읍시 내장상동 정동교 북단 ~ 상동 : 상동중앙로
- 정읍시 내장상동 상동 ~ 장명동 동초등교 교차로 : 충정로
- 정읍시 장명동 동초등교 교차로 ~ 용호 교차로 : 정읍북로
- 정읍시 장명동 용호 교차로 ~ 북면 화해 교차로 : 정읍대로
- 정읍시 북면 화해 교차로 ~ 칠보면 칠보무성교 교차로 : 칠북로